# Paranã
Paranã là một đô thị thuộc bang Tocantins, Brasil. Đô thị này có diện tích 11260,151 km², dân số năm 2007 là 10491 người, mật độ 0,93 người/km².